# بوب هولي
 روبرت ويليام هاوارد (بالإنجليزية Robert William Howard) (ولد 29 يناير 1963) هو مصارع أمريكي سابق محترف كان يعمل في اتحاد wwe من 1996 إلى 2009 من مواليد كاليفورنيا وكان يصارع باسم HARDCORE HOLLY ولديه اكاديمية خاصة لتدريب المصارعين المبتدئين انشأها عام 2009

## بدايته في WWF 1999-2001
ظهر هولي لأول مرة في فبراير عام 1999 باسم بوب هولي حيث لعب ضد بطل الهاردكور ال سنو وهزمه وفي مهرجان راسلمينيا 15 فاز هولي على بارت غن وال سنو على حزام هاردكور ولكن خسره لصالح ال سنو مرة أخرى وفي اواخر عام 1999 كون فريق مع زميله crash واسموه the hollys وفازا بحزام التاج تيم أبريل 2000 وسرعان ما انهزمو امام APA وانفصل الفريق منتصف 2001 واستطاع هولي الفوز على راينو ولكن تعرض لاصابة في كتفه

## العودة والإصابة مرة أخرى والعداء مع ليسنر2002-2004
وعاد في مارس 2002 لينتقل لسماكدوان واسس برنامج اسمه HOLLY CHALLINGER مع مصارعين مبتدئين واستطاع التغلب بكل سهولة عليهم لكنه خسر امام راندي اورتن وفي سبتمبر 2002 تعرض بوب هولي لاصابة خطيرة في الرقبة بعد مباراته مع بروك ليسنر حيث انكسرت رقبته مما تغيب لفترة طويلة وعاد في نوفمبر 2003 ليتهجم على بطل WWE بروك ليسنر بالضرب وفي ديسمبر 2003 حدد مدير عرض سماكدون بول هايمن مباراة لهولي ضد أي تراين ومات مورغان حيث إذا قاز بوب بالمباراة سيواجه ليسنر في رويال رامبل 2004 على حزام الاتحاد وإذا خسر سيعتزل المصارعة فاز هاردكور هولي بعدما وجه أي تراين ضربة خاطئية لزميله مورغان ولعب ضد ليسنر وفاز بروك بحركة F5 وبعدها كون هولي فريق مع بيلي غن ولعبا ضد ابطال التاج تيم تشارلي وريكو وخسروا اللقاء لصا الحهم وفي اواخر عام 2004 - 2005 قام بتكوين فريق مع تشارلي هاس وفازو على KENZU وRENE DUPRE في مباراة تاهيلية على حزام التاج تيم امام فريق MNM وانهزم هولي وتشارلي وبعدها تغيب تشارلي وأصبح يصارع فرديا

## اللعب فرديا والاعتزال 2006-2009
وفي حلقة 16 يونيو 2006 RAW انتقل هولي ل ECW ولعب أول مباراة له ضد ستيفين ريتشارد وفاز عليه وفي ديسمبر تو ديسمبر 2006 شارك هولي في مباراة القفص السداسية ولكنه كان أول المغادرين وفي حلقة 30 ديسمبر 2006 ECW لعب هولي ضد بوبي لاشلي بطل ECW مباراة على الحزام وخسر هولي في مباراة صعبة وقوية تسببت برضوض في رقبته الذي سبق واصيبت ولكن عاد بسرعة في رويال رامبل 2007 وفي RAW DRAFT انتقل هولي إلى RAW حيث قام باظهار مصارعه الجديد كودي رودز ليصبح زميله وفازا رودز وهولي بحزام التاج تيم في احتفالية RAW 15 YERS على تريفور وكيد واحتفاظا به لفترة طويلة وفي عرض ليلة الأبطال 2008 خان كودي زميله ومدربه هولي عندما ضرب بوب بحركة DDT وانضم إلى تيد ديبياسي المنضم حديثا للاتحاد وفي يناير 2009 فسخت WWE عقد هولي مع الاتحاد.

## روابط خارجية
- بوب هولي على موقع IMDb (الإنجليزية)
- بوب هولي على موقع قاعدة بيانات الفيلم (الإنجليزية)
- بوب هولي على موقع Racing-Reference.info (الإنجليزية)
- بوب هولي على موقع دبليو دبليو إي (الإنجليزية)
- بوب هولي على موقع WrestlingData.com (الإنجليزية)
- بوب هولي على موقع CageMatch worker (الإنجليزية)
- بوب هولي على موقع قاعدة بيانات المصارعة على الإنترنت (الإنجليزية)
- بوب هولي على موقع عالم المصارعة على الإنترنت (الإنجليزية)
- بوب هولي على موقع عالم المصارعة على الإنترنت (الإنجليزية)